# SN 2004ic
SN 2004ic – supernowa typu II odkryta 10 października 2004 roku w galaktyce A204048+0103. W momencie odkrycia miała maksymalną jasność 20,50m.